# Steag fals
Operațiunile cu steaguri false sunt operațiuni sub acoperire, care sunt concepute pentru a induce în eroare publicul, în așa fel încât operațiunile par ca și cum acestea sunt efectuate de către alte entități. Numele este derivat din conceptul militar de zbor cu culori false, și anume, nava arborează pavilionul unei alte țări, altul decât propria țară. Operațiunile cu steag fals nu sunt limitate la operațiuni de război și contra-insurgență și au fost utilizate și pe timp de pace; de exemplu operațiunea Strategia tensiunii din Italia, care a avut loc în anii 1970-1980.
Al Doilea Război Mondial a fost precedat de o asemenea operațiune sub steag fals: Incidentul Gleiwitz din 1939

## Listă de operațiuni
Operațiunile cu steaguri false sunt operațiunile secrete conduse de guverne, corporații sau alte organizații, care sunt concepute pentru a apărea că sunt efectuate de către alte entități. Numeroase teorii conspirative s-au dezvoltat sugerând că operațiunile cu drapel fals au fost efectuate pe parcursul secolului al XX-lea, precum și secretul despre natura reală a evenimentelor a fost menținut cu succes de operațiuni de mușamalizare.
Iată o listă de astfel de operațiuni:
- Scufundarea vasului RMS Lusitania (1915) - se presupune că a fost torpilată în zona coastei Irlandei de un submarin german în timp ce se întorcea de la New York. Dar o altă ipoteză susține că a fost o înscenare.
- Incendierea Reichstag-ului (1933) - comisă de naziști pentru a da vina pe comuniști. Incendierea Reichstag-ului a dus la proclamarea luptei Germaniei împotriva terorismului comunist prin proclamarea Verordnung des Reichspräsidenten zum Schutz von Volk und Staat, decret care a anulat unele drepturi civile cheie ale cetățenilor germani
- Incidentul Gleiwitz (Operațiunea Tannenberg) (1939) - forțe naziste care s-au dat drept polonezi au atacat pe 31 august 1939 stația radio germană Sender Gleiwitz. În baza acestui pretext, după o lună Germania atacă Polonia
- Operațiunea Ajax (1953) - prim-ministrul iranian Mohammad Mosaddegh este demis printr-o lovitură de stat sub steag fals organizată de Occident
- Operațiunea Gladio din Italia, prin organizarea de forțe paramilitare. Dar NATO rămâne în spatele acestor organizații care nu au fost niciodată chemate să reziste unei invazii sovietice, dar structurile lor au continuat să existe după prăbușirea Uniunii Sovietice. Ele au fost cele care au contribuit la Strategia tensiunii din Italia.
- Incidentul cu nava USS Liberty (1967)
- Zborul 103 Pan Am (1988)
- Bombele din apartamentele rusești
- Bombele din Oklahoma City (1995)
- Masacrul din Port Arthur (Australia) (1996)
- Zborul 800 TWA (1996)
- Teoriile conspirației atentatelor din 11 septembrie 2001 (2001). Atentatele din 11 septembrie 2001 au dus la proclamarea luptei Statelor Unite împotriva terorismului (musulman) și anularea unor drepturi civile cheie ale cetățenilor (înregistrarea convorbirilor telefonice de exemplu)
- Controverse asupra atentatului cu bombă de la Madrid (2004)
- Controverse asupra atentatului cu bombă de la Londra (2005)

## Vezi și
- Ad hominem
- Astroturfing
- Discurs de instigare la ură
- Divide et impera
- Politici identitare
- Război psihologic
- Red herring